# Leopold Hörmann
Leopold Hörmann, (* 26. Oktober 1857 in Urfahr bei Linz; † 19. Juni 1927 in Linz) war ein österreichischer Mundartschriftsteller und Literaturkritiker. 
Er besuchte zunächst eine Zeichenschule in Linz, erlernte von 1870 bis 1875 in Wien das Bildhauergewerbe und war anschließend bis 1887 Bildhauer in Linz. Während dieser Linzer Zeit war er als Schriftsteller und Theaterkritiker am Linzer Morgenblatt tätig. 1888 übersiedelte er nach Wien und war hier bis 1915 Beamter des „Ersten allgemeinen Beamtenvereines der österr.-ung. Monarchie“. Er trat mit dem „Verein der Literaturfreunde“ in Verbindung und leitete von 1891 bis 1920 die „Wiener Mitteilungen literarischen Inhalts“ (hrsg. von der Hofbuchhandlung R. Lechner am Graben). In dieser Zeit schrieb Hörmann die meisten und besten kritischen Aufsätze (vor allem über Mundartdichtung) für verschiedene Wiener Zeitungen. Er war mit den größten Mundartdichtern seiner Zeit befreundet. 1915 ging er in den Ruhestand und übersiedelte nach Linz. Nach dem Ersten Weltkrieg war er noch Magistratsbibliothekar in Linz. 1920 wurde Leopold Hörmann neben Ernst Lothar, Victor Fleischer und Walther Eidlitz mit dem von Eduard von Bauernfeld gestifteten Bauernfeld-Preis für bedeutende Bühnenstücke ausgezeichnet. Die Stadt Linz widmete ihm ein Ehrengrab.